# Edoardo Benvenuto
Edoardo Benvenuto (Genova, 11 dicembre 1940 – Genova, 27 novembre 1998) è stato un ingegnere italiano.

## Biografia
Dopo aver frequentato un liceo umanistico e il Conservatorio Niccolò Paganini di Genova (dove si diplomò in pianoforte), intraprende gli studi in ingegneria civile all'Università di Genova, laureandosi nel 1965. Ha lavorato poi a Genova in pianificazione urbanistica fino al 1974 presso l'Istituto Ligure Ricerche Economiche e Sociali (ILRES). Parallelamente ha insegnato all'Università di Genova a partire dal 1969, tenendo lezioni sulla Costruzione di ponti, abilitandosi quindi nel 1970 in dinamica strutturale. Nel 1975 ottiene la cattedra di Meccanica strutturale presso la neonata Facoltà di Architettura, di cui è stato Preside dal 1979 al 1997.
È considerato uno dei maggiori esperti e cultori della storia della meccanica strutturale e della scienza delle costruzioni pubblicando una prima monografia, divenuta storica, nel 1981, a cui seguirà un'edizione aggiornata ed ampliata, in due volumi, nel 1991.
Altri studiosi in questo campo in Italia furono Antonino Giuffrè e Salvatore Di Pasquale.
Con Patricia Radelet-de Grave, ha avviato, in Belgio, una serie di conferenze internazionali sulla meccanica strutturale (Between Mechanics and Architecture).
Dopo la morte, la sua opera è stata continuata dall'Associazione Edoardo Benvenuto, diretta da Jacques Heyman.

## Scritti
- La Scienza delle Costruzioni e il suo sviluppo storico-critico, I edizione, Firenze, Sansoni, 1981; ristampa, Edizioni di Storia e Letteratura, Roma, 2006.
- Un'introduzione alla storia della meccanica strutturale, 2 voll., Springer-Verlag, Berlin & Heidelberg, 1991.